# 사이언 월드
사이언 주식회사, 또는 사이언 월드(Cyan Worlds)는 미스트 시리즈의 창시자로 알려진 랜드 밀러와 로빈 밀러 형제가 창립한 미국의 비디오 게임 개발사이다. 미스트와 속편 리븐의 성공 이후, 사이언은 대규모 다중 사용자 온라인 어드벤처인 우루를 개발했고, 이는 여러번 서비스 종료 및 재시작됐다. 로빈 밀러가 사이언 주식회사를 퇴사한 이후, 두번째 회사인 "사이언 월드"가 시작됐다. 두 회사는 모두 스포캔 외곽의 워싱턴 주, 미드에 자리잡고 있다.

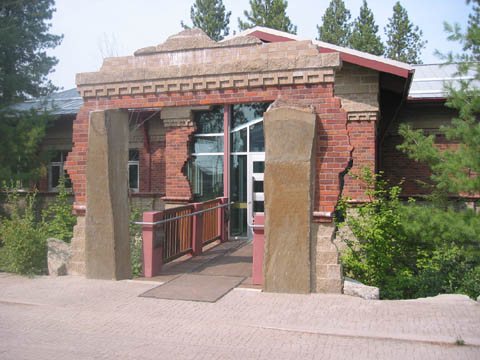
사이언 월드의 정문

## 개발한 게임
| 이름                                           | 출시년도 | 유통사                 |
| ---------------------------------------------- | -------- | ---------------------- |
| The Manhole                                    | 1988년   | 브로더번드             |
| Cosmic Osmo and the Worlds Beyond the Mackerel | 1989년   | 브로더번드             |
| Spelunx and the Caves of Mr. Seudo             | 1991년   | 브로더번드             |
| 미스트                                         | 1993년   | 브로더번드             |
| 리븐                                           | 1997년   | 레드 오브 엔터테인먼트 |
| 리얼미스트                                     | 2000년   | 마텔                   |
| 우루: 에이지스 비욘드 미스트                   | 2003년   | 유비소프트             |
| 우루: 투 드니                                  | 2004년   | 유비소프트             |
| 우루: 패스 오브 더 쉘                          | 2004년   | 유비소프트             |
| 언틸 우루                                      | 2004년   | 자사 유통              |
| 미스트 V: 엔드 오브 에이지                     | 2005년   | 유비소프트             |
| 미스트 온라인: 우루 라이브                     | 2007년   | 게임탭                 |
| Cosmic Osmo's Hex Isle                         | 2007년   | 패니스타               |
| 아이폰 및 아이팟 터치용 미스트                 | 2009년   | 자사 유통              |
| 매지퀘스트 온라인                              | 2010년   | 크리에이티브 킹덤      |
| iOS용 The Manhole: Masterpiece Edition         | 2010년   | 자사 유통              |
| 아이폰 및 아이팟 터치용 리븐                   | 2010년   | 자사 유통              |
| Stoneship                                      | 2010년   | 자사 유통              |
| Bug Chucker                                    | 2011년   | 자사 유통              |
| iOS용 리얼미스트                               | 2012년   | 자사 유통              |
| 아이패드용 리븐                                | 2013년   | 자사 유통              |
| 리얼미스트: 마스터피스 에디션                  | 2014년   | 자사 유통              |
| 오브덕션                                       | 2015년   | 자사 유통              |

## 사이언과 관련된 주요 인물
- 랜드 밀러, 공동창립자 및 최고경영자
- 로빈 밀러, 공동창립자 및 전 디자이너/감독
- 리처드 밴더 웬디, 전 디자이너/감독
- 리처드 A. 왓슨, 리드 프로그래머 및 게임 세계관 드니 역사학자
- 라이언 밀러
- 마틴 오도넬

## 같이 보기
- 미스트 소설